# Championnats du monde juniors de biathlon 2025
Navigation
Otepää 2024 Arber 2026
Les Championnats du monde juniors de biathlon 2025 ont lieu à Östersund en Suède, du 26 février au 5 mars 2025.

## Présentation
La catégorie « Juniors » concerne les biathlètes de moins de 22 ans (nés en 2003, 2004 ou 2005) et la catégorie « Jeunes »  concerne les biathlètes de moins de 19 ans (nés en 2006, 2007, 2008 ou 2009). Il est possible pour les jeunes les plus performants d'être « surclassés » et de disputer les épreuves juniors, ils peuvent aussi disputer les épreuves individuelles en catégorie jeune et être alignés sur le relais junior, suivant le choix des entraîneurs.

### Participants
Pour les épreuves Juniors, les biathlètes français sélectionnés sont Anaëlle Bondoux, Célia Henaff, Voldiya Galmace-Paulin et Amandine Mengin chez les femmes, et Axel Garnier, Edgar Geny, Corentin Jacob et Gaëtan Paturel chez les hommes. Pour les épreuves Jeunes, les biathlètes français sélectionnés sont Lola Bugeaud, Alice Dusserre, Coralie Perrin et Louise Roguet chez les femmes, et Léo Carlier, Camille Grataloup-Manissolle, Antonin Guy et Flavio Guy chez les hommes.

### Calendrier
Les épreuves sont organisées selon le programme suivant.

#### Juniors
- Individuel (dames et hommes) : 27 février (10h45 ; 14h30)
- Sprint (dames et hommes) : 2 mars ( 12h00 ; 15h20 )
- Mass Start 60 (dames et hommes) : 3 mars ( 14h40 ; 15h40 )
- Relais (dames et hommes) : 5 mars ( 9h30 ; 12h45 )
- Relais mixte : 28 février ( 16h00 )

#### Jeunes
- Individuel (dames et hommes) : 26 février ( 13h00 ; 16h45 )
- Sprint (dames et hommes) : 1er mars ( 12h00 ; 15h20 )
- Mass Start 60 (dames et hommes) : 3 mars ( 10h30 ; 11h30 )
- Relais (dames et hommes) : 4 mars ( 11h30 ; 15h00 )
- Relais mixte : 28 février ( 12h30 )

## Déroulement des championnats
Le 26 février 2025 ont lieu les individuels jeunes. Ilona Plecháčová est sacrée championne du monde devant Carlotta Gautero et Manca Caserman. Antonin Guy est sacré champion du monde devant Grzegorz Galica et Léo Carlier
Le 27 février 2025 ont lieu les individuels juniors. Célia Henaff est sacrée championne du monde devant Amandine Mengin et Fabiana Carpella. Sivert Gerhardsen est sacré champion du monde devant Kasper Kalkenberg et James Pacal
Le 28 février 2025 ont lieu les relais mixtes. L'équipe norvégienne (Martine Skog, Bjørg Eide, Tov Røiseland et Leo Gundersen) est sacrée championne du monde Jeunes devant l'équipe allemande (Lena Siegmund, Melina Gaupp, Lukas Tannheimer et Korbi Kübler) et l'équipe française (Louise Roguet, Lola Bugeaud, Camille Grataloup-Manissolle et Léo Carlier). L'équipe allemande (Alma Siegismund, Lotta De Buhr, Fabian Kaskel et Linus Kesper) est sacrée championne du monde Juniors devant l'équipe française (Voldiya Galmace-Paulin, Amandine Mengin, Gaëtan Paturel et Edgar Geny) et l'équipe autrichienne (Wilma Anhaus, Anna Andexer, Thomas Marchl et Fabian Muellauer).
Le 1er mars 2025 ont lieu les sprint jeunes. Martine Skog est sacrée championne du monde devant Louise Roguet et Ilona Plecháčová. Lukas Tannheimer est sacré champion du monde devant Léo Carlier et Tov Røysland
Le 2 mars 2025 ont lieu les sprint juniors. Anna Andexer est sacrée championne du monde devant Sara Andersson et Amandine Mengin. Haavard Tosterud est sacré champion du monde devant Jakub Borgula et Petr Hák.
Le 3 mars 2025 ont lieu les Mass Start 60. Louise Roguet est sacrée championne du monde jeunes devant Lena Siegmund et Ilona Plecháčová. Léo Carlier est sacré champion du monde jeunes devant Flavio Guy et Camille Grataloup-Manissolle. Sara Andersson  est sacrée championne du monde juniors devant Anaëlle Bondoux et Oleksandra Merkushyna. Kasper Kalkenberg est sacré champion du monde juniors devant Jimi Klemettinen et Petr Hák.
Le 4 mars 2025 ont lieu les relais jeunes. L'équipe allemande (Melina Gaupp, Sydney Wuestling et Lena Siegmund) est sacrée championne du monde féminine devant l'équipe norvégienne (Sara Tronrud, Bjørg Eide et Martine Skog) et l'équipe italienne (Nayeli Mariotti Cavagnet, Gaia Gondolo et Carlotta Gautero). L'équipe française (Camille Grataloup-Manissolle, Antonin Guy et Léo Carlier) est sacrée championne du monde masculine devant l'équipe allemande (Luca Handing, Lukas Tannheimer et Korbi Kübler) 
et l'équipe tchèque (Jakub Bouška, František Jelínek et Michael Málek).
Le 5 mars 2025 ont lieu les relais juniors. L'équipe française (Célia Henaff, Voldiya Galmace-Paulin, Anaëlle Bondoux et Amandine Mengin) est sacrée championne du monde féminine devant l'équipe allemande (Charlotte Gallbronner, Lea Zimmermann, Alma Siegismund et Lotta De Buhr) et l'équipe norvégienne (Ann Kristin Aaland, Siri Skar, Guro Ytterhus et Silje Berg-Knutsen). L'équipe norvégienne (Andreas Aas, Sivert Gerhardsen, Haavard Tosterud et Kasper Kalkenberg) est sacrée championne du monde masculine devant l'équipe allemande (Linus Kesper, Fabian Kaskel, Elias Seidl et Leonhard Pfund) et l'équipe polonaise (Jakub Potoniec, Grzegorz Galica, Konrad Badacz et Fabian Suchodolski).

## Résultats et podiums

### Juniors

#### Hommes
| Épreuves            | Or                                                                              | Argent                                                                 | Bronze                                                                         |
| ------------------- | ------------------------------------------------------------------------------- | ---------------------------------------------------------------------- | ------------------------------------------------------------------------------ |
| Individuel 15 km    | Sivert Gerhardsen                                                               | Kasper Kalkenberg                                                      | James Pacal                                                                    |
| Sprint 10 km        | Haavard Tosterud                                                                | Jakub Borgula                                                          | Petr Hák                                                                       |
| Mass Start 60 12 km | Kasper Kalkenberg                                                               | Jimi Klemettinen                                                       | Petr Hák                                                                       |
| Relais 4 × 7,5 km   | Norvège- Andreas Aas - Sivert Gerhardsen - Haavard Tosterud - Kasper Kalkenberg | Allemagne- Linus Kesper - Fabian Kaskel - Elias Seidl - Leonhard Pfund | Pologne- Jakub Potoniec - Grzegorz Galica - Konrad Badacz - Fabian Suchodolski |

#### Dames
| Épreuves           | Or                                                                                | Argent                                                                              | Bronze                                                                       |
| ------------------ | --------------------------------------------------------------------------------- | ----------------------------------------------------------------------------------- | ---------------------------------------------------------------------------- |
| Individuel 12,5 km | Célia Henaff                                                                      | Amandine Mengin                                                                     | Fabiana Carpella                                                             |
| Sprint 7,5 km      | Anna Andexer                                                                      | Sara Andersson                                                                      | Amandine Mengin                                                              |
| Mass Start 60 9 km | Sara Andersson                                                                    | Anaëlle Bondoux                                                                     | Oleksandra Merkushyna                                                        |
| Relais 4 × 6 km    | France- Célia Henaff - Voldiya Galmace-Paulin - Anaëlle Bondoux - Amandine Mengin | Allemagne- Charlotte Gallbronner - Lea Zimmermann - Alma Siegismund - Lotta De Buhr | Norvège- Ann Kristin Aaland - Siri Skar - Guro Ytterhus - Silje Berg-Knutsen |

#### Mixte
| Épreuves                       | Or                                                                        | Argent                                                                         | Bronze                                                                   |
| ------------------------------ | ------------------------------------------------------------------------- | ------------------------------------------------------------------------------ | ------------------------------------------------------------------------ |
| Relais 2 × 6 km F + 2 × 6 km H | Allemagne- Alma Siegismund - Lotta De Buhr - Fabian Kaskel - Linus Kesper | France- Voldiya Galmace-Paulin - Amandine Mengin - Gaëtan Paturel - Edgar Geny | Autriche- Wilma Anhaus - Anna Andexer - Thomas Marchl - Fabian Muellauer |

### Jeunes

#### Hommes
| Épreuves            | Or                                                               | Argent                                                    | Bronze                                                     |
| ------------------- | ---------------------------------------------------------------- | --------------------------------------------------------- | ---------------------------------------------------------- |
| Individuel 12,5 km  | Antonin Guy                                                      | Grzegorz Galica                                           | Léo Carlier                                                |
| Sprint 7,5 km       | Lukas Tannheimer                                                 | Léo Carlier                                               | Tov Røysland                                               |
| Mass Start 60 12 km | Léo Carlier                                                      | Flavio Guy                                                | Camille Grataloup-Manissolle                               |
| Relais 3 × 7,5 km   | France- Camille Grataloup-Manissolle - Antonin Guy - Léo Carlier | Allemagne- Luca Handing - Lukas Tannheimer - Korbi Kübler | Tchéquie- Jakub Bouška - František Jelínek - Michael Málek |

#### Dames
| Épreuves           | Or                                                         | Argent                                            | Bronze                                                             |
| ------------------ | ---------------------------------------------------------- | ------------------------------------------------- | ------------------------------------------------------------------ |
| Individuel 10 km   | Ilona Plecháčová                                           | Carlotta Gautero                                  | Manca Caserman                                                     |
| Sprint 6 km        | Martine Skog                                               | Louise Roguet                                     | Ilona Plecháčová                                                   |
| Mass Start 60 9 km | Louise Roguet                                              | Lena Siegmund                                     | Ilona Plecháčová                                                   |
| Relais 3 × 6 km    | Allemagne- Melina Gaupp - Sydney Wuestling - Lena Siegmund | Norvège- Sara Tronrud - Bjørg Eide - Martine Skog | Italie- Nayeli Mariotti Cavagnet - Gaia Gondolo - Carlotta Gautero |

#### Mixte
| Épreuves                       | Or                                                                 | Argent                                                                    | Bronze                                                                            |
| ------------------------------ | ------------------------------------------------------------------ | ------------------------------------------------------------------------- | --------------------------------------------------------------------------------- |
| Relais 2 × 6 km F + 2 × 6 km H | Norvège- Martine Skog - Bjørg Eide - Tov Røiseland - Leo Gundersen | Allemagne- Lena Siegmund - Melina Gaupp - Lukas Tannheimer - Korbi Kübler | France- Louise Roguet - Lola Bugeaud - Camille Grataloup-Manissolle - Léo Carlier |

## Tableau des médailles
| Rang  | Nation    | Or | Argent | Bronze | Total |
| ----- | --------- | -- | ------ | ------ | ----- |
| 1     | France    | 6  | 6      | 4      | 16    |
| 2     | Norvège   | 6  | 2      | 2      | 10    |
| 3     | Allemagne | 3  | 5      |        | 8     |
| 4     | Suède     | 1  | 1      |        | 2     |
| 5     | Tchéquie  | 1  |        | 5      | 6     |
| 6     | Autriche  | 1  |        | 1      | 2     |
| 7     | Italie    |    | 1      | 2      | 3     |
| 8     | Pologne   |    | 1      |        | 1     |
| 8     | Slovaquie |    | 1      |        | 1     |
| 8     | Finlande  |    | 1      |        | 1     |
| 11    | Slovénie  |    |        | 1      | 1     |
| 11    | Suisse    |    |        | 1      | 1     |
| 11    | Ukraine   |    |        | 1      | 1     |
| 11    | Pologne   |    |        | 1      | 1     |
| Total | Total     | 18 | 18     | 18     | 54    |